# Atlantik (Bamberg)
Atlantik is een historisch Duits motorfietsmerk.
De bedrijfsnaam was: Atlantik-Werke, Bamberg.
Dit Duitse merk bouwde in 1925 en 1926 primitieve motorfietsen met 173cc-tweetaktmotor. In die tijd sloten juist honderden kleine Duitse merken de poorten, nadat ze rond 1923 ook met honderden tegelijk op de markt waren gekomen. Een nadeel voor Atlantik in Bamberg was het feit dat de inbouwmotor waarvoor men koos de door Julius Löwy ontwikkelde Rohöl (ruwe olie)-tweetakt was. Deze motoren leverden zeer weinig vermogen en bleken ook niet erg betrouwbaar te zijn.